# António Caetano do Amaral
Antonio Caetano do Amaral (Lisbona, 3 giugno 1747 – Lisbona, 13 gennaio 1819) è stato uno storico portoghese.
Presbitero cattolico, fu di notevole importanza nella fissazione dei criteri storiografici dell'età moderna, teorizzati implicitamente nelle Memórias sobre  a forma do Governo, e costumes dos Povos que habitavam o terreno Lusitano (1792).